# بدوستمون صغير
بدوستمون صغير أو عشبة النهر الصغيرة (الاسم العلمي:Podostemum minor) هو نوع من النباتات يتبع جنس البدوستمون من الفصيلة البدوستمونية.